# China Open 2006 - Qualificazioni singolare maschile
Le qualificazioni del singolare maschile del China Open 2006 sono state un torneo di tennis preliminare per accedere alla fase finale della manifestazione. I vincitori dell'ultimo turno sono entrati di diritto nel tabellone principale. In caso di ritiro di uno o più giocatori aventi diritto a questi sono subentrati i lucky loser, ossia i giocatori che hanno perso nell'ultimo turno ma che avevano una classifica più alta rispetto agli altri partecipanti che avevano comunque perso nel turno finale.
Le qualificazioni del torneo China Open 2006 prevedevano 32 partecipanti di cui 4 sono entrati nel tabellone principale.

## Teste di serie
1. Jacob Adaktusson (secondo turno)
2. Mikhail Ledovskikh (Qualificato)
3. Toshihide Matsui (ultimo turno)
4. Gouichi Motomura (Qualificato)

1. Phillip King (ultimo turno)
2. Frank Moser (ultimo turno)
3. Satoshi Iwabuchi (Qualificato)
4. Luka Gregorc (Qualificato)

## Qualificati
1. Luka Gregorc
2. Mikhail Ledovskikh

1. Satoshi Iwabuchi
2. Gouichi Motomura

## Tabellone

### Legenda
| - Q = Qualificato - WC = Wild card - LL = Lucky loser | - ALT = Alternate - SE = Special Exempt - PR = Protected Ranking | - w/o = Walkover - r = Ritirato - d = Squalificato |

### Sezione 1
|  | Primo turno        | Primo turno        | Primo turno        | Primo turno | Primo turno |  |  | Secondo turno | Secondo turno    | Secondo turno    | Secondo turno | Secondo turno |   |   | Ultimo turno | Ultimo turno | Ultimo turno | Ultimo turno | Ultimo turno |  |
|  |                    |                    |                    |             |             |  |  |               |                  |                  |               |               |   |   |              |              |              |              |              |  |
|  | 1                  | Jacob Adaktusson   | 0                  | 6           | 6           |  |  |               |                  |                  |               |               |   |   |              |              |              |              |              |  |
|  |                    | Rogier Wassen      | 6                  | 4           | 1           |  |  | 1             | Jacob Adaktusson | Jacob Adaktusson | 4             | 1             |   |   |              |              |              |              |              |  |
|  | Jordan Kerr        | Jordan Kerr        | Jordan Kerr        | 6           | 6           |  |  |               | Jordan Kerr      | Jordan Kerr      | 6             | 6             |   |   |              |              |              |              |              |  |
|  | Dmitrij Sitak      | Dmitrij Sitak      | Dmitrij Sitak      | 4           | 2           |  |  |               |                  |                  |               |               |   |   |              | Jordan Kerr  | Jordan Kerr  | 62           | 4            |  |
|  | Zeng Shaoxuan      | Zeng Shaoxuan      | Zeng Shaoxuan      | 6           | 7           |  |  |               |                  | 8                | Luka Gregorc  | Luka Gregorc  | 7 | 6 |              |              |              |              |              |  |
|  | Sonchat Ratiwatana | Sonchat Ratiwatana | Sonchat Ratiwatana | 4           | 5           |  |  |               | Zeng Shaoxuan    | 3                | 6             | 4             |   |   |              |              |              |              |              |  |
|  | 8                  | Luka Gregorc       | Luka Gregorc       | 6           | 6           |  |  | 8             | Luka Gregorc     | 6                | 3             | 6             |   |   |              |              |              |              |              |  |
|  |                    | Feng Xue           | Feng Xue           | 3           | 3           |  |  |               |                  |                  |               |               |   |   |              |              |              |              |              |  |

### Sezione 2
|  | Primo turno | Primo turno        | Primo turno | Primo turno | Primo turno |  |  | Secondo turno | Secondo turno      | Secondo turno      | Secondo turno | Secondo turno |    |    | Ultimo turno | Ultimo turno       | Ultimo turno       | Ultimo turno | Ultimo turno |  |
|  |             |                    |             |             |             |  |  |               |                    |                    |               |               |    |    |              |                    |                    |              |              |  |
|  | 2           | Mikhail Ledovskikh | 6           | 1           | 6           |  |  |               |                    |                    |               |               |    |    |              |                    |                    |              |              |  |
|  |             | Shuang-Qiang Liang | 2           | 6           | 4           |  |  | 2             | Mikhail Ledovskikh | Mikhail Ledovskikh | 6             | 7             |    |    |              |                    |                    |              |              |  |
|  | Li Zhe      | Li Zhe             | Li Zhe      | 6           | 6           |  |  |               | Li Zhe             | Li Zhe             | 3             | 63            |    |    |              |                    |                    |              |              |  |
|  | Bin Cui     | Bin Cui            | Bin Cui     | 3           | 1           |  |  |               |                    |                    |               |               |    |    | 2            | Mikhail Ledovskikh | Mikhail Ledovskikh | 7            | 7            |  |
|  | Rong Ma     | Rong Ma            | 7           | 1           | 7           |  |  |               |                    | 6                  | Frank Moser   | Frank Moser   | 68 | 68 |              |                    |                    |              |              |  |
|  | Ming Li     | Ming Li            | 5           | 6           | 5           |  |  |               | Rong Ma            | Rong Ma            | 4             | 5             |    |    |              |                    |                    |              |              |  |
|  | 6           | Frank Moser        | Frank Moser | 7           | 6           |  |  | 6             | Frank Moser        | Frank Moser        | 6             | 7             |    |    |              |                    |                    |              |              |  |
|  |             | Peng Sun           | Peng Sun    | 64          | 3           |  |  |               |                    |                    |               |               |    |    |              |                    |                    |              |              |  |

### Sezione 3
|  | Primo turno        | Primo turno        | Primo turno        | Primo turno | Primo turno |  |  | Secondo turno | Secondo turno    | Secondo turno    | Secondo turno    | Secondo turno    |   |   | Ultimo turno | Ultimo turno     | Ultimo turno     | Ultimo turno | Ultimo turno |  |
|  |                    |                    |                    |             |             |  |  |               |                  |                  |                  |                  |   |   |              |                  |                  |              |              |  |
|  | 3                  | Toshihide Matsui   | Toshihide Matsui   | 6           | 6           |  |  |               |                  |                  |                  |                  |   |   |              |                  |                  |              |              |  |
|  |                    | Hui Zhang          | Hui Zhang          | 1           | 4           |  |  | 3             | Toshihide Matsui | Toshihide Matsui | 6                | 6                |   |   |              |                  |                  |              |              |  |
|  | Gao Wan            | Gao Wan            | 5                  | 6           | 6           |  |  |               | Gao Wan          | Gao Wan          | 4                | 3                |   |   |              |                  |                  |              |              |  |
|  | Guo-Bin Cen        | Guo-Bin Cen        | 7                  | 3           | 1           |  |  |               |                  |                  |                  |                  |   |   | 3            | Toshihide Matsui | Toshihide Matsui | 3            | 4            |  |
|  | Mao-Xin Gong       | Mao-Xin Gong       | Mao-Xin Gong       | 7           | 6           |  |  |               |                  | 7                | Satoshi Iwabuchi | Satoshi Iwabuchi | 6 | 6 |              |                  |                  |              |              |  |
|  | Sanchai Ratiwatana | Sanchai Ratiwatana | Sanchai Ratiwatana | 65          | 3           |  |  |               | Mao-Xin Gong     | Mao-Xin Gong     | 1                | 2                |   |   |              |                  |                  |              |              |  |
|  | 7                  | Satoshi Iwabuchi   | Satoshi Iwabuchi   | 6           | 6           |  |  | 7             | Satoshi Iwabuchi | Satoshi Iwabuchi | 6                | 6                |   |   |              |                  |                  |              |              |  |
|  |                    | Zhu Ben-qiang      | Zhu Ben-qiang      | 2           | 2           |  |  |               |                  |                  |                  |                  |   |   |              |                  |                  |              |              |  |

### Sezione 4
|  | Primo turno     | Primo turno      | Primo turno      | Primo turno | Primo turno |  |  | Secondo turno | Secondo turno    | Secondo turno    | Secondo turno | Secondo turno |   |   | Ultimo turno | Ultimo turno     | Ultimo turno     | Ultimo turno | Ultimo turno |  |
|  |                 |                  |                  |             |             |  |  |               |                  |                  |               |               |   |   |              |                  |                  |              |              |  |
|  | 4               | Gouichi Motomura | Gouichi Motomura | 6           | 6           |  |  |               |                  |                  |               |               |   |   |              |                  |                  |              |              |  |
|  |                 | Hao Lu           | Hao Lu           | 3           | 2           |  |  | 4             | Gouichi Motomura | Gouichi Motomura | 6             | 6             |   |   |              |                  |                  |              |              |  |
|  | Gao Peng        | Gao Peng         | Gao Peng         | 6           | 6           |  |  |               | Gao Peng         | Gao Peng         | 3             | 1             |   |   |              |                  |                  |              |              |  |
|  | Xu Yin          | Xu Yin           | Xu Yin           | 0           | 3           |  |  |               |                  |                  |               |               |   |   | 4            | Gouichi Motomura | Gouichi Motomura | 6            | 6            |  |
|  | Fritz Wolmarans | Fritz Wolmarans  | Fritz Wolmarans  | 6           | 6           |  |  |               |                  | 5                | Phillip King  | Phillip King  | 3 | 1 |              |                  |                  |              |              |  |
|  | Xu Jun-chao     | Xu Jun-chao      | Xu Jun-chao      | 1           | 3           |  |  |               | Fritz Wolmarans  | Fritz Wolmarans  | 62            | 3             |   |   |              |                  |                  |              |              |  |
|  | 5               | Phillip King     | Phillip King     | 6           | 6           |  |  | 5             | Phillip King     | Phillip King     | 7             | 6             |   |   |              |                  |                  |              |              |  |
|  |                 | Rui Hao          | Rui Hao          | 2           | 2           |  |  |               |                  |                  |               |               |   |   |              |                  |                  |              |              |  |